# Mesothisa pulverata
Mesothisa pulverata är en fjärilsart som beskrevs av Robert H. Carcasson 1964. Mesothisa pulverata ingår i släktet Mesothisa och familjen mätare. Inga underarter finns listade i Catalogue of Life.